# Cumberland Farms
Cumberland Farms ist ein US-amerikanisches Unternehmen mit Firmensitz in Framingham, Massachusetts.
Das Unternehmen ist im Einzelhandel tätig und befindet sich im Besitz der griechischen Unternehmerfamilie Haseotes. Verkaufsstandorte befinden sich vorwiegend in Neuengland bzw. den US-amerikanischen Ostküstenstaaten. Das Unternehmen betreibt des Weiteren an seinen Filialen Tankstellen.